# Marie Brand und die tödliche Gier
Marie Brand und die tödliche Gier ist die erste Episode der deutschen Krimiserie Marie Brand. Der Fernsehfilm mit Mariele Millowitsch als Kriminalhauptkommissarin Marie Brand und Hinnerk Schönemann als Kriminalhauptkommissar Jürgen Simmel wurde am 18. Dezember 2008 erstmals im ZDF ausgestrahlt.

## Handlung
Marie Brand ist eine engagierte Polizistin und obwohl sie sich aus persönlichen Gründen aus dem Morddezernat hat versetzen lassen, muss sie nun doch als Vertretung für erkrankte Kollegen bei einem Einbruch mit Todesfolge ermitteln. Bei ihrer Ankunft am Tatort trifft sie auf den bereits ermittelnden Kriminalkommissar Jürgen Simmel, der sie zunächst recht unfreundlich abweist. Dennoch klärt er sie über den wahrscheinlichen Tathergang auf, woraufhin Marie sehr schnell zu einer anderen Ansicht gelangt. Sie ist davon überzeugt, dass der Einbruch im Nachhinein inszeniert wurde, um den Mord an der Frau zu vertuschen. Als das Anwalts-Ehepaar Jeanette und Joachim Fischer am Abend von ihrer Kanzleieröffnung nach Hause zurückkehren, sind sie überrascht, dass ihre Bekannte Julia Aumann schon im Haus war, da sie eigentlich erst am nächsten Tag kommen sollte.
Marie Brand und Jürgen Simmel sollen nun den möglichen Mordfall zusammen bearbeiten. Marie findet eine Spur, die zu einer Glaubensgemeinschaft führt. Eine erste Befragung von Laura Hatsch, einem der Sektenmitglieder, bringt keine konkreten Hinweise. Allerdings hat Marie das Gefühl, dass die Bewohner ihnen etwas verschweigen, ebenso wie das Ehepaar Fischer, das offensichtlich Angst hat. Auf der Suche nach dem Grund dafür recherchieren die Ermittler in den zurückliegenden Fällen des Anwalts. Dabei stoßen sie auf einen Fall, bei dem Joachim Fischer die ominöse Numa-Meisterin bei einem Prozess um den Tod an einem Kleinkind vertreten hat. Seitdem kümmert er sich um die recht beträchtlichen Finanzen der Sekte. Jeanette Fischer gesteht der Polizei, dass ihr Mann große Summen unterschlagen hat und sie nun Angst vor der Rache der Meisterin haben. Marie hält das für etwas widersprüchlich, da die Sekte „Liebe“ predigt. Doch ein Sprengstoffanschlag auf Joachim Fischer verstärkt den Verdacht. Daher fährt Marie nach Amsterdam, um die Meisterin dort zu treffen. Bei der Begegnung mit ihr bekommt Marie einen Hinweis auf die Sektenmitglieder um Laura Hatsch und deren Beziehungen zueinander. So schlussfolgert Marie, dass Jeanette Fischer selbst den Mord an ihren Mann inszeniert hat, um für ihre Freundin Laura Hatsch frei zu sein. Diese sollte Joachim Fischer erschießen und hat dabei im Dunkeln versehentlich Julia Aumann getroffen. Marie konfrontiert Jeanette Fischer mit ihrer Hypothese, die daraufhin alles zugibt.

## Hintergrund
Die Folge wurde 2008 von der Eyeworks Germany GmbH, Köln, produziert und in Köln und Umgebung gedreht.
Seit 2004 suchte das ZDF eine neue Rolle für Mariele Millowitsch, nachdem sie acht Jahre in 65 Folgen in girl friends die Rolle der Marie Malek innegehabt hatte.

## Rezeption

### Einschaltquote
Der Film hatte bei der Erstausstrahlung 4,67 Millionen Zuschauer ab 3 Jahre, was 14,6 Prozent entsprach, und lag damit auf Platz 1 der Gesamtzuschauerwertung.

### Kritik
Die Kritiker der Fernsehzeitschrift TV Spielfilm meinen, diese neue Marie-Brand-Reihe biete „starke Frauenrollen, geschliffene Dialoge“.
Tilmann P. Gangloff lobt den Krimi bei Kino.de und schreibt: „Der von René Heisig zügig inszenierte Film lebt vor allem vom Gegensatz seiner beiden Hauptfiguren, die einander wie Kopf und Herz (oder auch brain und body) ergänzen […] Gerade weil die Rollen und ihre Darsteller kaum widersprüchlicher sein könnten, passen sie so vortrefflich zusammen; und das nicht nur, wenn Marie beispielsweise Simmels Dialoge ‚übersetzen‘ muss. Selbst purer Slapstick fügt sich nahtlos ins Gesamtbild ein: Als Marie eigentlich nur nach einem Fotoalbum greift und prompt das komplette Regal zusammenbricht, hat das durchaus Loriot-Qualität.“